# Etica dell'intelligenza artificiale
L'etica dell'intelligenza artificiale è una branca dell'etica che studia le implicazioni economiche, sociali e culturali dello sviluppo dei sistemi di intelligenza artificiale (IA).
La filosofia, in merito alla questione di IA, svolge al giorno d’oggi un ruolo sempre più centrale nel dibattito internazionale il quale non si limita più, come un tempo, alla sola dimensione logico-teoretica del problema, ma si trova piuttosto obbligata ad affrontare in particolar modo le questioni etiche che sorgono da quella che è definita da molti una delle più grandi rivoluzioni industriali della storia, identificata spesso con il nome di industria 4.0. Fondamentali divengono quindi temi e concetti come quello di affidabilità, legalità, etica e responsabilità, ai quali la filosofia deve porre la propria attenzione se vuole che l’esponenziale sviluppo tecnologico possa essere in futuro correttamente regolamentato e controllato.
Sono perciò recentissime le iniziative nazionali, europee ed extraeuropee che per la prima volta si sono poste il problema di poter e dover regolamentare l’industria tecnologica ed, in particolar modo, il sempre più ampio mondo occupato dall'intelligenza artificiale.

## Unione Europea
Sono di particolare interesse le Linee Guida Etiche sull’intelligenza artificiale ideate dal Gruppo di Esperti della Commissione europea, il quale si occupa dei requisiti necessari e fondamentali per una I.A. affidabile, rivolgendo il focus su argomenti quali la sicurezza, la riservatezza e la privacy dei dati e del materiale informatico.
Addentrandoci nell’argomento possiamo considerare l’iniziativa, lanciata sotto il nome di Trustworthy Artificial Intelligence, come l’ultimo passaggio fondamentale di un percorso articolato svolto dalla Commissione Europea volto a pubblicare, per la prima volta nella storia d’Europa, le proprie linee guida per garantire un approccio etico all’intelligenza artificiale.
Questa operazione fondamentale alla quale hanno partecipato cittadini, istituzioni e ricercatori si è conclusa il giorno 8 aprile 2019 con un elenco di requisiti che consentono di garantire una ben definita e comunemente sviluppata regolamentazione in merito ai temi dell’affidabilità e della sicurezza tecnologica.
Andrus Ansip, vice presidente per il mercato unico europeo, ha infatti sottolineato l’importanza di certe questioni che legano l’intelligenza artificiale alla questione etico-giuridica affermando che: "La dimensione etica dell’intelligenza artificiale non è né un lusso né un accessorio", sostenendo in seguito che: "È solo con la fiducia che la nostra società può godere appieno dei benefici che derivano dalle tecnologie".
Per queste motivazioni l’Unione Europea non si è limitata ad osservare e descrivere questo fenomeno, ma attraverso un ben definito piano di ricerca, ha investito 1,5 miliardi di euro nel periodo 2018/2020 nel tentativo di sviluppare e supportare la crescita di applicazioni IA che, pur volgendo lo sguardo all'innovazione tecnologica nei settori ritenuti chiave, possano allo stesso tempo rispettare i “Sette requisiti per un’intelligenza artificiale etica”.

### Sette requisiti per un'intelligenza artificiale etica
1. Supervisione umana: i sistemi di IA devono essere sorvegliati da personale umano, il quale deve garantire un utilizzo conforme ai diritti umani fondamentali, ponendo al centro di ogni utilizzo il benessere dall'utente.
2. Robustezza e sicurezza: essa va intesa come una sicurezza e una affidabilità degli algoritmi e come una resistenza dei sistemi di controllo contro possibili operazioni illecite.
3. Privacy, controllo e gestione dei dati: richiede un'elevata e garantita protezione dei dati personali utilizzati da parte degli utenti.
4. Trasparenza: esprime la necessità di garantire la tracciabilità dei sistemi e di dimostrare i processi e le operazioni compiute dell'algoritmo.
5. Diversità, correttezza, assenza di discriminazione: i sistemi di intelligenza artificiale dovrebbero tenere conto delle abilità e delle capacità umane manifestando una correttezza e garantendone a tutti l’accessibilità. Si attua nel tentativo di evitare che gli algoritmi possano subire degli involontari condizionamenti storici o che si possano presentare dei modelli di governance inadatti.
6. Benessere sociale e ambientale: deve essere considerato in ogni ambito e in ogni momento l'impatto sull'ambiente e sull'assetto sociale, incoraggiando l'utilizzo di IA solo laddove il suo utilizzo possa garantire uno sviluppo sostenibile.
7. Responsabilità: devono essere continuamente verificati i sistemi, sia internamente che esternamente, riducendo al minimo i possibili impatti negativi soprattutto nel caso in cui potrebbero esservi violazioni dei diritti fondamentali.

I punti sopra riportati non devono però essere intesi come una mera regolamentazione alla quale fare riferimento nel momento in cui possano presentarsi dei problemi, ma essi vengono accompagnati da una ben precisa roadmap di azioni e intenzioni attraverso le quali l’Europa intende sviluppare una legislazione che possa in un futuro, a seguito di un comune accordo, essere estesa anche ad enti, nazioni e confederazioni extraeuropee.
Questa regolamentazione ha quindi come obiettivo principe quello di salvaguardare le azioni, sempre più comuni e sempre più importanti, compiute dai differenti sistemi di intelligenza artificiale, con l’intento di generare una vera e propria struttura giuridica e normativa che possa venire incontro alla necessità di disciplinare problematiche sempre più specifiche e sempre più concrete connesse all’utilizzo di questi nuovi dispositivi.
Proprio per questi motivi, già precedentemente rispetto alla stipulazione del codice etico per la trustworthy, nel febbraio 2017 si era presentata una concreta proposta da parte del Parlamento Europeo rivolta alle “Raccomandazioni alla Commissione concernenti norme di diritto civile sulla robotica”, nel tentativo di porre delle regole civilistiche da applicarsi in maniera uniforme in tutti gli stati membri, all’impiego dei robot nei diversi contesti sociali e lavorativi.
Vi è inoltre da aggiungere che, a seguito delle posizioni prese dalla Commissione Europea in merito a questi temi, anche alcuni enti ed alcune aziende private hanno tentato di operare in questa direzione. Come ad esempio IBM, la quale ha volentieri appoggiato le iniziative portate dall’UE affermando, attraverso le parole di Martin Jetter, vice presidente di IBM Europa che: “Le linee guida etiche per la Trustworthy Artificial Intelligence rappresentano un modello per perseguire un’intelligenza artificiale che sia etica e responsabile. Le linee guida dell’UE riflettono molti principi che IBM ha perseguito da tempo e siamo orgogliosi di partecipare al gruppo di esperti che hanno sviluppato queste stesse linee guida”.. 
Risale al 21 Marzo 2018 la presentazione attuata dall’Agenzia per l’Italia digitale del “Libro Bianco sull'intelligenza artificiale al servizio del cittadino”, nella quale si mettono a fuoco riflessioni sulle sfide, sui problemi e sui principi che devono regolare lo Stato, le imprese e i privati cittadini per quanto riguarda l’uso dell’IA.
Occorre citare un documento fondamentale per la tutela dei dati personali nell'utilizzo dell'IA: la Carta etica europea per l’uso dell’IA nei sistemi giudiziari.
I cinque principi della Carta etica sull’utilizzo dell’intelligenza artificiale nei sistemi giudiziari e negli ambiti connessi sono:
1. Principio del rispetto dei diritti fondamentali: Assicurare che l’elaborazione e l’attuazione di strumenti e servizi di intelligenza artificiale siano compatibili con i diritti fondamentali
2. Principio di non-discriminazione: Prevenire specificamente lo sviluppo o l’intensificazione di discriminazioni tra persone o gruppi di persone
3. Principio di qualità e sicurezza: In ordine al trattamento di decisioni e dati giudiziari, utilizzare fonti certificate e dati intangibili, con modelli elaborati interdisciplinarmente, in un ambiente tecnologico sicuro 
4. Principio di trasparenza, imparzialità e equità: Rendere le metodologie di trattamento dei dati accessibili e comprensibili, autorizzare verifiche esterne 
5. Principio “del controllo da parte dell’utilizzatore”: Precludere un approccio prescrittivo e assicurare che gli utilizzatori siano attori informati e abbiano il controllo delle loro scelte
Si tratta del primo strumento in Europa che individua i principi fondamentali cui dovrebbe attenersi l’impiego dell’IA nei sistemi giudiziari: rispetto dei diritti fondamentali, non discriminazione, qualità e sicurezza del sistema, trasparenza, controllo da parte degli utilizzatori. La Carta etica, nonostante abbia carattere non vincolante, è chiamata a svolgere un ruolo di orientamento e di guida per assicurare che i sistemi di IA, dalla fase della progettazione a quella dell’applicazione pratica, garantiscano il rispetto dei diritti fondamentali e della disciplina sulla tutela dei dati personali.
Il legislatore sarà presto chiamato a convertire i principi sanciti dalla Carta etica in una disciplina vincolante. Potrebbe essere questa l’occasione per introdurre misure volte a garantire l’affidabilità dei nuovi sistemi di IA. Appare quindi possibile e auspicabile affidare ad apposite autorità pubbliche compiti di certificazione e di controllo sul concreto funzionamento dei sistemi di IA, per verificare l’attendibilità degli stessi e la legittimità del loro impiego in determinati settori. 

## Stati Uniti d'America
Il 7 giugno 2018 Google ha pubblicato i propri principi etici di intelligenza artificiale. Sundar Pichai, amministratore delegato di Google, sottolineò quanto importante fosse l'IA nella nostra vita quotidiana e soprattutto quanto importante fosse saperla utilizzare nel modo più corretto possibile. Annunciò così i sette principi chiave dell'IA di Google:
1. Essere socialmente benefica;
2. Evitare di creare o rafforzare pregiudizi ingiusti;
3. Essere costruita e testata per la sicurezza;
4. Essere responsabile nei confronti degli utenti;
5. Incorporare i principi di progettazione della privacy;
6. Sostenere elevati standard di eccellenza scientifica;
7. Essere resa disponibile per usi conformi a questi principi.

Inoltre, nello stesso articolo, Google pubblicò le applicazioni dell'IA che non aveva intenzione di perseguire, come lo sviluppo di tecnologie che potrebbero causare danni generali alla persona, sviluppo di armi con il preciso scopo di ferire, utilizzo di informazioni per la sorveglianza, violando le norme internazionali e i principi del diritto internazionale e dei diritti umani.
Il 26 marzo 2019 Kent Walker (SVP Global Affairs di Google) annunciò la formazione di un consiglio consultivo esterno per aiutare a promuovere lo sviluppo responsabile dell'IA. Il team comprendeva economisti, ingegneri, filosofi ed esperti di politica, per un totale di otto persone. Tra questi due italiani: Luciano Floridi e Alessandro Acquisti.
Una nota del 4 aprile 2019 ha annunciato che il progetto era completamente caduto, a causa di alcune proteste per la presenza di Kay Coles James all'interno del team, accusata di discriminazione verso le comunità Lgbt.

## Cina
Il 25 maggio 2019 la Cina ha pubblicato i propri principi etici per un uso corretto dell'Intelligenza Artificiale. Il documento "Consenso dell'intelligenza artificiale di Pechino" è stato creato grazie alla collaborazione dell’Istituto di Ricerca di Pechino per l’Intelligenza artificiale (BAAI) con l'Università di Pechino, l'Università di Tsinghua, l'Istituto di automazione, l'Accademia cinese delle scienze, l'Istituto di Tecnologia Informatica e aziende come Baidu, Alibaba e Tencent.
I principi di IA di Pechino sono 15 in totale, e dovrebbero essere seguiti dai partecipanti al fine di tutelare la comunità e lo sviluppo umano.
La ricerca e lo sviluppo dell'Intelligenza Artificiale dovrebbero conformarsi ai seguenti principi:
1. essere vantaggiosa;
2. essere al servizio dell'umanità;
3. essere responsabile;
4. controllare i rischi;
5. adottare metodi di progettazione etica;
6. riflettere la diversità e l'inclusività;
7. incoraggiare una condivisione aperta.

L'utilizzo dell'Intelligenza Artificiale dovrebbe conformarsi ai seguenti principi:
1. uso corretto e attento;
2. consenso informato;
3. istruzione e formazione.

L'amministrazione dell'Intelligenza Artificiale dovrebbe conformarsi ai seguenti principi:
1. ottimizzazione dell'occupazione;
2. armonia e cooperazione;
3. adattamento e moderazione;
4. perfezionamento e implementazione;
5. pianificazione a lungo termine.

## L'algoretica: Chiesa cattolica e altre religioni
Il 1º gennaio 2024, in occasione della 57ª Giornata mondiale della pace, papa Francesco ha divulgato il documento dal titolo Intelligenza artificiale e pace nel quale propone la sottoscrizione di un trattato internazionale vincolante per lo sviluppo e l'uso dell'intelligenza artificiale anche a favore dei Paesi emarginati; l'istituzione e rafforzamento di organismi internazionali che si occupino delle questioni etiche e dell'intelligenza artificiale e dalla tutela dei diritti dei cittadini; l'elaborazione dell'algoretica, vale a dire di un'etica degli algoritmi, nelle fasi di sperimentazione, progettazione, produzione, distribuzione e commercializzazione dell'intelligenza artificiale; la tutela della sicurezza dell'occupazione dell'equità dei salari rispetto a rischio di robotizzazione e automazione industriale del lavoro.
In occasione della 58ª Giornata mondiale della Comunicazioni sociali, è stato divulgato un nuovo documento dal titolo Intelligenza artificiale e sapienza del cuore: per una comunicazione pienamente umana. Esso afferma, in accordo con Edmund Husserl, che la tecnologia non è solo un insieme di strumenti, ma un quadro (Gestell) che incorpora e promuove un sistema di valori e di credenze implicito. Ad esempio, uno strumento di IA di un’agenzia di reclutamento potrebbe filtrare i candidati i cui modelli di discorso non si conformano a ciò che l’IA considera educato. Occorre quindi esplicitare questi valori della tecnologia ed armonizzarli con quelli della specie umana.
Il G7 del giugno 2024 è stato il primo vertice di questa organizzazione in cui sia 
stato presente un Pontefice. Francesco ha dichiarato che «Condanneremmo l’umanità a un futuro senza speranza, se sottraessimo alle persone la capacità di decidere su loro stesse e sulla loro vita condannandole a dipendere dalle scelte delle macchine». In quest'ottica, ha chiesto la messa al bando delle armi autonome letali che hanno appunti la possibilità di decidere della vita dell'essere umano.
Il 9 e 10 luglio 2024, al Peace Memorial Park di Hiroshima, i rappresentanti di undici religioni mondiali, oltre a quelle abramitiche, hanno sottoscritto la Rome AU Call for Ethics, l'appello per l'introduzione di un'algoretica fin dalla fase di progettazione dei dispositivi che adottano l'intelligenza artificiale. All'evento erano presenti le big tech (IBM, Cisco e Microsoft).
Il 1º gennaio 2025 sono entrate in vigore nello Stato della Città del Vaticano le Linee guida sull'intelligenza artificiale, ispirate al regolamento europeo del 2024.
Il 14 gennaio 2025, in vista del vertice internazionale di Parigi di febbraio, il Vaticano ha pubblicato il documento  Antiqua et nova sul rapporto tra intelligenza artificiale e intelligenza umana.